# Château des Moulins
Ne pas confondre avec le château du Moulin (Loir-et-Cher), le château de Moulins-Engilbert (Nièvre), le château du Moulin-à-Vent (Saône-et-Loire) et le château de Moulin-Neuf (Gard).
Le château des Moulins est situé au lieu-dit Les moulins à l'ouest du bourg de Flayat (sur la commune éponyme) en Creuse, région Nouvelle-Aquitaine, France.

## Historique
La partie ancienne qui subsiste du château date du XVIIIe siècle; il s'agit principalement du logis seigneurial[réf. souhaitée]. Une aile fut ajoutée entre 1903 et 1905.
Le logis de ferme porte encore la date « 1837 » sur son linteau de porte.

## Architecture
L'on pourrait décrire ce petit château seigneurial comme un manoir.
Il est composé d'un rez-de-chaussée, de deux étages carrés et d'un étage de comble.
Le gros œuvre est en granite, en pierre de taille et en moellon partiellement enduit. Le toit est dit « à pignon couvert » et « à longs pans »; il est couvert d'ardoises.